# Lincoln University (Pensilvania)
Lincoln University es un lugar designado por el censo ubicado en la Universidad Lincoln en el condado de Chester en el estado estadounidense de Pensilvania. En el Censo de 2010 tenía una población de 1726 habitantes y una densidad poblacional de 3698,24 personas por km².

## Geografía
Lincoln University se encuentra ubicado en las coordenadas 39°48′23″N 75°55′40″O / 39.80639, -75.92778. Según la Oficina del Censo de los Estados Unidos, Lincoln University tiene una superficie total de 0,75 km², de la cual 0,75 km² corresponden a tierra firme y (0%) 0 km² es agua.

## Demografía
Según el censo de 2010, había 1726 personas residiendo en Lincoln University. La densidad de población era de 3698,24 hab./km². De los 1726 habitantes, Lincoln University estaba compuesto por el 0,7% blancos, el 94,9% eran afroamericanos, el 0,41% eran amerindios, el 0,12% eran asiáticos, el 0,12% eran isleños del Pacífico, el 0,58% eran de otras razas y el 3,19% pertenecían a dos o más razas. Del total de la población el 4,29% eran hispanos o latinos de cualquier raza.